# Temporada 1990-91 de los Indiana Pacers
La temporada 1990-91 fue la decimoquinta de los Indiana Pacers en la NBA, tras la fusión de la liga con la ABA, donde había jugado nueve temporadas más. La temporada regular acabó con 41 victorias y 41 derrotas, ocupando el séptimo puesto de la conferencia Este, clasificándose para los playoffs en los que cayeron en primera ronda ante Boston Celtics.

## Elecciones en elDraft
| Ronda | Puesto | Jugador        | Posición | Nacionalidad   | Universidad          |
| ----- | ------ | -------------- | -------- | -------------- | -------------------- |
| 2     | 45     | Antonio Davis  | PF       | Estados Unidos | UTEP                 |
| 2     | 46     | Kenny Williams | PF       | Estados Unidos | Elizabeth City State |

## Temporada regular
| División Central    | División Central | División Central | División Central | División Central | División Central | División Central | División Central | División Central |
| Equipo              | G                | P                | %                | PD               | Casa             | Fuera            | Div              |                  |
| ------------------- | ---------------- | ---------------- | ---------------- | ---------------- | ---------------- | ---------------- | ---------------- | ---------------- |
| y-Chicago Bulls     | 61               | 21               | .744             | —                | 35–6             | 26–15            | 25–5             |                  |
| x-Detroit Pistons   | 50               | 32               | .610             | 11               | 32–9             | 18–23            | 19-11            |                  |
| x-Milwaukee Bucks   | 48               | 34               | .585             | 13               | 33–8             | 15–26            | 16–14            |                  |
| x-Atlanta Hawks     | 43               | 39               | .524             | 18               | 29–12            | 14–27            | 11–19            |                  |
| x-Indiana Pacers    | 41               | 41               | .500             | 20               | 29-12            | 12–29            | 15-15            |                  |
| Cleveland Cavaliers | 33               | 49               | .402             | 28               | 23–18            | 10–31            | 11-19            |                  |
| Charlotte Hornets   | 26               | 56               | .317             | 35               | 17–24            | 9–32             | 8–22             |                  |

## Playoffs

### Primera ronda
Boston Celtics  vs. Indiana Pacers
| Fecha       | Partido                                | Ciudad       |
| ----------- | -------------------------------------- | ------------ |
| 26 de abril | Boston Celtics 127, Indiana Pacers 100 | Boston       |
| 28 de abril | Boston Celtics 118, Indiana Pacers 130 | Boston       |
| 1 de mayo   | Indiana Pacers 105, Boston Celtics 112 | Indianapolis |
| 3 de mayo   | Indiana Pacers 116, Boston Celtics 113 | Indianapolis |
| 5 de mayo   | Boston Celtics 124, Indiana Pacers 121 | Boston       |
|             | Boston Celtics gana las series 3-2     |              |

## Estadísticas

### Temporada regular
| Rk | Jugador          | Edad | P  | PT | MP   | TC  | TCI  | %TC   | T3  | T3I | %T3  | TL  | TLI | %TL  | RO  | RD  | RT  | AS  | RB  | TAP | BP  | FP  | PTS  |
| -- | ---------------- | ---- | -- | -- | ---- | --- | ---- | ----- | --- | --- | ---- | --- | --- | ---- | --- | --- | --- | --- | --- | --- | --- | --- | ---- |
| 1  | Reggie Miller    | 25   | 82 | 82 | 36.2 | 7.3 | 14.2 | .512  | 1.4 | 3.9 | .348 | 6.7 | 7.3 | .918 | 1.0 | 2.4 | 3.4 | 4.0 | 1.3 | 0.2 | 2.0 | 2.0 | 22.6 |
| 2  | Chuck Person     | 26   | 80 | 79 | 32.1 | 7.8 | 15.4 | .504  | 0.9 | 2.5 | .340 | 2.1 | 2.9 | .721 | 1.5 | 3.7 | 5.2 | 3.0 | 0.7 | 0.2 | 2.3 | 2.8 | 18.4 |
| 3  | Detlef Schrempf  | 28   | 82 | 3  | 32.1 | 5.3 | 10.1 | .520  | 0.2 | 0.5 | .375 | 5.4 | 6.6 | .818 | 2.2 | 5.9 | 8.0 | 3.7 | 0.7 | 0.3 | 2.1 | 3.2 | 16.1 |
| 4  | Vern Fleming     | 28   | 69 | 45 | 28.0 | 5.2 | 9.7  | .531  | 0.1 | 0.3 | .222 | 2.3 | 3.2 | .729 | 1.2 | 1.9 | 3.1 | 5.3 | 1.1 | 0.2 | 2.0 | 1.7 | 12.7 |
| 5  | LaSalle Thompson | 29   | 82 | 77 | 23.7 | 3.4 | 6.9  | .488  | 0.0 | 0.1 | .200 | 0.9 | 1.3 | .692 | 1.9 | 5.0 | 6.9 | 1.8 | 0.8 | 0.8 | 2.0 | 3.2 | 7.6  |
| 6  | Micheal Williams | 24   | 73 | 37 | 23.4 | 3.6 | 7.2  | .499  | 0.0 | 0.1 | .143 | 4.0 | 4.5 | .879 | 0.7 | 1.7 | 2.4 | 4.8 | 2.1 | 0.2 | 2.1 | 2.8 | 11.1 |
| 7  | Rik Smits        | 24   | 76 | 38 | 22.2 | 4.5 | 9.3  | .485  | 0.0 | 0.0 |      | 1.9 | 2.5 | .762 | 1.5 | 3.2 | 4.7 | 1.1 | 0.3 | 1.5 | 1.1 | 3.2 | 10.9 |
| 8  | Mike Sanders     | 30   | 80 | 7  | 17.0 | 2.6 | 6.2  | .417  | 0.1 | 0.3 | .200 | 0.6 | 0.7 | .825 | 0.9 | 1.4 | 2.3 | 1.3 | 0.5 | 0.3 | 0.8 | 2.5 | 5.8  |
| 9  | George McCloud   | 23   | 74 | 0  | 14.5 | 1.8 | 4.7  | .373  | 0.6 | 1.7 | .347 | 0.5 | 0.7 | .776 | 0.5 | 1.1 | 1.6 | 2.0 | 0.5 | 0.1 | 1.2 | 1.9 | 4.6  |
| 10 | Greg Dreiling    | 28   | 73 | 42 | 14.1 | 1.3 | 2.7  | .505  | 0.0 | 0.0 | .000 | 0.9 | 1.4 | .600 | 0.9 | 2.6 | 3.5 | 0.7 | 0.3 | 0.4 | 0.8 | 2.4 | 3.5  |
| 11 | Randy Wittman    | 31   | 41 | 0  | 8.7  | 0.9 | 1.9  | .443  | 0.0 | 0.1 | .000 | 0.1 | 0.1 | .667 | 0.1 | 0.7 | 0.8 | 0.6 | 0.2 | 0.1 | 0.2 | 0.2 | 1.8  |
| 12 | Kenny Williams   | 21   | 75 | 0  | 7.0  | 1.2 | 2.4  | .520  | 0.0 | 0.0 | .000 | 0.5 | 0.7 | .680 | 0.7 | 1.0 | 1.7 | 0.4 | 0.1 | 0.4 | 0.5 | 1.1 | 2.9  |
| 13 | Jawann Oldham    | 33   | 4  | 0  | 4.8  | 0.8 | 1.5  | .500  | 0.0 | 0.0 |      | 0.0 | 0.0 |      | 0.0 | 0.8 | 0.8 | 0.0 | 0.0 | 0.0 | 0.0 | 0.3 | 1.5  |
| 14 | Byron Dinkins    | 23   | 2  | 0  | 2.5  | 0.5 | 0.5  | 1.000 | 0.0 | 0.0 |      | 0.0 | 0.0 |      | 0.0 | 0.5 | 0.5 | 0.0 | 0.0 | 0.0 | 0.0 | 1.5 | 1.0  |

### Playoffs
| Rk | Jugador          | Edad | P | PT | MP   | TC  | TCI  | %TC   | T3  | T3I | %T3  | TL  | TLI | %TL   | RO  | RD  | RT  | AS  | RB  | TAP | BP  | FP  | PTS  |
| -- | ---------------- | ---- | - | -- | ---- | --- | ---- | ----- | --- | --- | ---- | --- | --- | ----- | --- | --- | --- | --- | --- | --- | --- | --- | ---- |
| 1  | Reggie Miller    | 25   | 5 | 5  | 38.6 | 6.8 | 14.0 | .486  | 1.6 | 3.8 | .421 | 6.4 | 7.4 | .865  | 1.0 | 2.2 | 3.2 | 2.8 | 1.6 | 0.4 | 2.4 | 2.8 | 21.6 |
| 2  | Chuck Person     | 26   | 5 | 5  | 38.4 | 9.6 | 18.0 | .533  | 3.4 | 6.2 | .548 | 3.4 | 4.2 | .810  | 0.6 | 5.0 | 5.6 | 3.2 | 1.0 | 0.0 | 2.4 | 3.0 | 26.0 |
| 3  | Micheal Williams | 24   | 5 | 5  | 36.6 | 6.0 | 13.0 | .462  | 0.0 | 0.2 | .000 | 8.6 | 9.6 | .896  | 1.4 | 1.8 | 3.2 | 8.4 | 2.8 | 0.0 | 2.4 | 4.6 | 20.6 |
| 4  | Detlef Schrempf  | 28   | 5 | 0  | 35.8 | 5.4 | 11.4 | .474  | 0.0 | 0.8 | .000 | 5.0 | 6.0 | .833  | 2.0 | 5.2 | 7.2 | 2.2 | 0.4 | 0.0 | 2.2 | 3.4 | 15.8 |
| 5  | LaSalle Thompson | 29   | 5 | 5  | 25.2 | 3.8 | 7.8  | .487  | 0.0 | 0.0 |      | 1.4 | 1.4 | 1.000 | 1.2 | 5.0 | 6.2 | 1.6 | 0.8 | 1.4 | 2.0 | 3.0 | 9.0  |
| 6  | Vern Fleming     | 28   | 5 | 0  | 23.0 | 3.6 | 8.0  | .450  | 0.0 | 0.2 | .000 | 2.2 | 2.8 | .786  | 2.0 | 1.4 | 3.4 | 4.6 | 0.2 | 0.6 | 1.6 | 2.0 | 9.4  |
| 7  | Rik Smits        | 24   | 5 | 0  | 17.6 | 4.2 | 7.4  | .568  | 0.0 | 0.0 |      | 1.4 | 1.6 | .875  | 0.8 | 2.8 | 3.6 | 0.4 | 0.2 | 1.4 | 1.0 | 4.6 | 9.8  |
| 8  | Greg Dreiling    | 28   | 5 | 5  | 15.0 | 1.0 | 3.0  | .333  | 0.0 | 0.0 |      | 0.8 | 1.2 | .667  | 1.6 | 2.0 | 3.6 | 0.0 | 0.0 | 0.0 | 0.6 | 3.4 | 2.8  |
| 9  | Mike Sanders     | 30   | 5 | 0  | 8.2  | 1.2 | 2.0  | .600  | 0.2 | 0.4 | .500 | 0.4 | 0.8 | .500  | 0.0 | 0.8 | 0.8 | 0.8 | 0.8 | 0.4 | 0.2 | 1.8 | 3.0  |
| 10 | Randy Wittman    | 31   | 1 | 0  | 6.0  | 1.0 | 1.0  | 1.000 | 0.0 | 0.0 |      | 0.0 | 0.0 |       | 0.0 | 0.0 | 0.0 | 1.0 | 0.0 | 0.0 | 0.0 | 1.0 | 2.0  |
| 11 | Kenny Williams   | 21   | 2 | 0  | 1.0  | 0.0 | 0.0  |       | 0.0 | 0.0 |      | 0.0 | 1.0 | .000  | 0.0 | 0.0 | 0.0 | 0.0 | 0.0 | 0.0 | 0.0 | 0.5 | 0.0  |

## Galardones y récords
| Jugador/Entrenador | Galardón                     |
| Detlef Schrempf    | Mejor sexto hombre de la NBA |